# 업프런트 프로모션
주식회사 업프런트 프로모션(UP-FRONT PROMOTION Co., Ltd.)은 일본의 연예 프로덕션이다. 업프런트 그룹에 속해있다.

## 특징
- 매년 발표되는 연예사무소 신고소득 랭킹에서 상위에 랭크인하는 대형 연예사무소이다(2006년도 랭킹은 3위).
- 사명은 같지만 주식회사 업프런트 그룹의 변경전 사명인 업프런트 에이전시와는 다른 회사이며, 현재의 주식회사 업프런트 그룹에서 분리독립해서 설립된 것이다.
- 모닝구무스메。를 비롯한 헬로! 프로젝트의 여성 아티스트와 포크 가수, 탤런트, 프로 골퍼 등이 다수 소속되어 있다.
- 개그맨은 관련 회사인 주식회사 K-UP PROMOTION에 소속되어 있다.
- 2007년 8월부터 수시 모집의 오디션「업프런트 에그 오디션」을 개최하고 있다(2006년에도 전신의「업프런트 그룹『에그』오디션」이 개최되었다).

## 기업 개요
- 설립：2001년 9월
- 본사 소재지：도쿄도 미나토구 히가시아사부 1-28-12 아사부 다카야 빌딩
- 대표이사：오가타 에이지
- 대표전무：타키가와 요우지
- 자본금：1,200만엔
- 매상고：73억 2,000만엔 (2006년 3월 실적)
- 종업원수：55명

※ 전 사장인 카와구치 유우키치는 2007년 7월 1일자로 임원 인사이동을 거쳐 (주) 업프런트 에이전시 대표이사에서 퇴임하여 (주) 업프런트 플래닝 대표이사에 취임하였다.

## 관련 보기
- 헬로! 프로젝트